# Law-Racoviţă (forskningsstation)
Law-Racoviță (Rumänska: Stația Law-Racoviță) är en rumänsk forskningsstation i Larsemann Hills, Princess Elizabeth Land, Antarktis.  Stationen byggdes av Australien 1986, och donerades till Rumänien 2006. Stationen har fått sitt namn efter Phillip Law som var den förste som studerade östra Antarktis, samt den rumänske upptäcktsresanden Emil Racoviță, som blev den föste rumän som nådde Antarktis då han medverkade i den Belgiska Antarktisexpeditionen 1897-1899. 

## Platsen
Stationen är placerad på en klippa cirka tre kilometer från Ingrid Christensen Kyst, i Larsemann Hills i östra Antarktis. Den befinner sig cirka två kilometer från kinesiska Zhongshan och ryska Progress II, vilket möjliggör omfattande samarbete mellan de tre stationerna. Koordinaterna är 69°23'18.61" S, 76°22'46.2" E. Stationen nås antingen med helikopter från Davis Station, cirka åtta mil åt nordöst, eller landvägen från Zhongshan eller Progress II. 

## Historia
Australien upprättade Law Station på platsen 1986, och använde den som en forskningsstation under sommartid. Teodor Negoiță försökte från 1997 att skapa en rumänsk bas i Antarktis. Etter två års förhandlingar slöts ett avtal, i samband med Antarktisfördragets möte i Stockholm 2005, där Australien överlät stationen till Rumänien.  

## Stationen
Stationen är byggd i icke-korrosiva och isolerande material - en nödvändighet i Antarktis - och består av en stor laboratoriebyggnad, fem välvda röda sovstugor, en radiostation, och ett förrådshus för avfall. En gasdriven generator och solceller förser stationen med elektricitet. Den intilliggande sjön ger dricksvatten. Kontakt med andra stationer sker via VHF-radio, och längre kommunikation sker med satellittelefon. 

## Forskning
Verksamheten vid Law-Racoviță är finansierad av Romanian Antarctic Foundation genom Romanian Institute of Polar Research. Forskningen omfattar bland annat seismisk, geomagnetism, bioprospektering, ekologi,  biokemi, bioteknik, medicin, agrikultur, hydrologi, limnologi, meteorologi och klimatforskning.  